# Kalbe (Milde)
Kalbe (Milde) är en stad i Tyskland i distriktet Altmarkkreis Salzwedel och förbundslandet Sachsen-Anhalt. Staden är belägen cirka 40 km nordost om Wolfsburg, vid floden Milde.
Kommunen bildades den 1 januari 2009 genom en sammanslagning av de tidigare kommunerna Kalbe (Milde), Altmersleben, Güssefeld, Kahrstedt, Neuendorf am Damm, Wernstedt och Winkelstedt i den nya kommunen Kalbe (Milde). De tidigare kommunerna Brunau, Engersen, Jeetze, Kakerbeck, Packebusch och Vienau uppgick i Kalbe (Milde) den 1 januari 2010. och Badel, Jeggeleben och Zethlingen den 1 januari 2011.
Strax utanför staden var under andra världskriget den tyska marinens, och världens då starkaste  långvågssändare Goliath belägen. Med den kunde man 1943–1945 sända meddelanden till ubåtar i undervattensläge.